# Christina Aguilera in Concert
Christina Aguilera in Concert (conosciuto anche come il Sears & Levis Tour) è stato il primo tour della cantante statunitense Christina Aguilera.
Partito il 19 maggio 2000 ad Holland nel Michigan, il tour ha toccato numerose città statunitensi e canadesi, ha sbarcato per un'unica data anche in Europa e Venezuela ed ha raggiunto il Giappone nel gennaio del 2001, per un totale di 86 date. Il tour si è concluso 1º febbraio 2001 a Tokyo incassando 32 milioni di dollari.

## Scaletta del tour
19 maggio 2000 - 5 luglio 2000
1. Genie in a Bottle
2. When You Put Your Hands on Me
3. So Emotional
4. I Turn to You
5. Come on Over (All I Want Is You)
6. At Last
7. What a Girl Wants

7 luglio 2000 - 20 settembre 2000
1. Introduzione: Arabian Dance
2. Genie in a Bottle
3. Somebody's Somebody
4. So Emotional
5. Don't Make Me Love You (Till I'm Ready)
6. I Turn to You
7. Interlude: DJ Mix Remix
8. All Right Now
9. When You Put You Hands On Me
10. At Last
11. Love For All Seasons
12. Come on Over (All I Want Is You)
13. What a Girl Wants

14 gennaio 2001 - 22 gennaio 2001 (leg sudamericano e asiatico)
1. Introduzione: Arabian Dance
2. Genio atrapado/Genie in a Bottle Medley
3. Somebody's Somebody
4. So Emotional
5. Falsas Esperanzas
6. When You Put Your Hands on Me
7. Por siempre tu/I Turn to You Medley
8. Contigo en la distancia
9. Cuando no es contigo
10. Pero me acuerdo de tí
11. Ven Conmigo
12. What a Girl Wants

## Date del tour
| Nord America      |                   |             |                                              |
| 19 maggio 2000    | Holland           | Stati Uniti | Holland Municipal Stadium                    |
| 20 maggio 2000    | Council Bluffs    | Stati Uniti | Westfair Amphitheater                        |
| 28 maggio 2000    | Charlotte         | Stati Uniti | American Legion Memorial Stadium             |
| 2 giugno 2000     | Uniondale         | Stati Uniti | Nassau Veterans Memorial Coliseum            |
| 3 giugno 2000     | Mansfield         | Stati Uniti | Tweeter Center for the Performing Arts       |
| 4 giugno 2000     | Camden            | Stati Uniti | Blockbuster-Sony Music Entertainment Centre  |
| 1º luglio 2000    | Milwaukee         | Stati Uniti | Marcus Amphitheater                          |
| 2 luglio 2000     | Sioux Falls       | Stati Uniti | Sioux Empire Fairgrounds                     |
| 4 luglio 2000     | Merrillville      | Stati Uniti | Star Plaza Theatre                           |
| 5 luglio 2000     | Traverse City     | Stati Uniti | National Cherry Festival                     |
| 7 luglio 2000     | Toronto           | Canada      | Air Canada Centre                            |
| 8 luglio 2000     | Montréal          | Canada      | Molson Centre                                |
| Europa            |                   |             |                                              |
| 9 luglio 2000     | Londra            | Regno Unito | Hyde Park                                    |
| Nord America      |                   |             |                                              |
| 10 luglio 2000    | Ottawa            | Canada      | Corel Centre                                 |
| 13 luglio 2000    | Winnipeg          | Canada      | Winnipeg Arena                               |
| 14 luglio 2000    | Saskatoon         | Canada      | Saskatchewan Place                           |
| 16 luglio 2000    | Edmonton          | Canada      | Skyreach Centre                              |
| 17 luglio 2000    | Calgary           | Canada      | Saddledome                                   |
| 19 luglio 2000    | Vancouver         | Canada      | General Motors Place                         |
| 26 luglio 2000    | Paso Robles       | Stati Uniti | California Mid-State Fair                    |
| 28 luglio 2000    | Billings          | Stati Uniti | MetraPark Arena                              |
| 29 luglio 2000    | Minot             | Stati Uniti | North Dakota State Fair                      |
| 31 luglio 2000    | Bonner Springs    | Stati Uniti | Sandstone Amphitheater                       |
| 1º agosto 2000    | Maryland Heights  | Stati Uniti | Riverpot Amphitheater                        |
| 3 agosto 2000     | Kearney           | Stati Uniti | Buffalo County Fair                          |
| 4 agosto 2000     | Omaha             | Stati Uniti | Douglas County Fair                          |
| 6 agosto 2000     | Noblesville       | Stati Uniti | Deer Creek Music Center                      |
| 7 agosto 2000     | Antioch           | Stati Uniti | AmSouth Amphitheatre                         |
| 10 agosto 2000    | Des Moines        | Stati Uniti | Iowa State Fair                              |
| 11 agosto 2000    | Springfield       | Stati Uniti | Illinois State Fair                          |
| 13 agosto 2000    | Sedalia           | Stati Uniti | Missouri State Fair                          |
| 14 agosto 2000    | Columbus          | Stati Uniti | Celeste Center                               |
| 15 agosto 2000    | Midland           | Stati Uniti | Midland County Fair                          |
| 16 agosto 2000    | Columbus          | Stati Uniti | Ohio State Fair                              |
| 18 agosto 2000    | Louisville        | Stati Uniti | Freedom Hall                                 |
| 19 agosto 2000    | Chicago           | Stati Uniti | United Center                                |
| 21 agosto 2000    | Cincinnati        | Stati Uniti | Riverbend Music Center                       |
| 23 agosto 2000    | Cleveland         | Stati Uniti | Gund Arena                                   |
| 24 agosto 2000    | Clarkston         | Stati Uniti | Pine Knob Music Theatre                      |
| 26 agosto 2000    | Burgettstown      | Stati Uniti | Post-Gazette Pavilion                        |
| 28 agosto 2000    | Falcon Heights    | Stati Uniti | Minnesota State Fair Grandstand              |
| 30 agosto 2000    | Darien            | Stati Uniti | Darien Lake Performing Arts Center           |
| 31 agosto 2000    | Essex Junction    | Stati Uniti | Champlain Valley Expo                        |
| 1º settembre 2000 | Hartford          | Stati Uniti | Meadows Music Theatre                        |
| 3 settembre 2000  | Syracuse          | Stati Uniti | Great New York State Fair                    |
| 6 settembre 2000  | Holmdel           | Stati Uniti | PNC Bank Arts Center                         |
| 8 settembre 2000  | Wantagh           | Stati Uniti | Jones Beach Amphitheater                     |
| 9 settembre 2000  | Mansfield         | Stati Uniti | Tweeter Center for the Performing Arts       |
| 11 settembre 2000 | Virginia Beach    | Stati Uniti | Verizon Wireless Virginia Beach Amphitheater |
| 15 settembre 2000 | Camden            | Stati Uniti | Blockbuster 3 Sony E-center                  |
| 16 settembre 2000 | Columbia          | Stati Uniti | Merriweather Post Pavilion                   |
| 18 settembre 2000 | Charlotte         | Stati Uniti | Blockbuster Pavilion                         |
| 19 settembre 2000 | Noblesville       | Stati Uniti | Deer Creek Music Center                      |
| 20 settembre 2000 | Atlanta           | Stati Uniti | Lawewood Amphitheater                        |
| 22 settembre 2000 | Orlando           | Stati Uniti | TD Waterhouse Centre                         |
| 23 settembre 2000 | Tampa             | Stati Uniti | Ice Palace                                   |
| 25 settembre 2000 | West Palm Beach   | Stati Uniti | Mars Music Amphitheater                      |
| 27 settembre 2000 | New Orleans       | Stati Uniti | UNO Lakefront Arena                          |
| 28 settembre 2000 | Houston           | Stati Uniti | Cynthia Woods Mitchell Pavilion              |
| 30 settembre 2000 | Dallas            | Stati Uniti | Reunion Arena                                |
| 2 ottobre 2000    | Denver            | Stati Uniti | Magness Arena                                |
| 3 ottobre 2000    | Salt Lake City    | Stati Uniti | Delta Center                                 |
| 5 ottobre 2000    | Seattle           | Stati Uniti | KeyArena                                     |
| 6 ottobre 2000    | Portland          | Stati Uniti | Memorial Coliseum                            |
| 8 ottobre 2000    | Phoenix           | Stati Uniti | America West Arena                           |
| 10 ottobre 2000   | Chula Vista       | Stati Uniti | Coors Amphitheatre                           |
| 11 ottobre 2000   | Los Angeles       | Stati Uniti | Gibson Amphitheatre                          |
| 12 ottobre 2000   | Los Angeles       | Stati Uniti | Gibson Amphitheatre                          |
| 14 ottobre 2000   | Wheatland         | Stati Uniti | Sacramento Valley Amphitheatre               |
| 15 ottobre 2000   | Concord           | Stati Uniti | Chronicle Pavilion                           |
| 18 ottobre 2000   | Portland          | Stati Uniti | Rose Garden                                  |
| 19 ottobre 2000   | Seattle           | Stati Uniti | KeyArena                                     |
| 21 ottobre 2000   | Honolulu          | Stati Uniti | Stan Sheriff Center                          |
| 9 dicembre 2000   | Baltimora         | Stati Uniti | Baltimore Arena                              |
| 10 dicembre 2000  | Long Island       | Stati Uniti | Nassau Coliseum                              |
| 11 dicembre 2000  | Providence        | Stati Uniti | Providence Civic Center                      |
| 13 dicembre 2000  | Rochester         | Stati Uniti | Blue Cross Arena                             |
| 15 dicembre 2000  | Los Angeles       | Stati Uniti | Shrine Auditorium                            |
| 17 dicembre 2000  | Columbus          | Stati Uniti | Nationwide Arena                             |
| 19 dicembre 2000  | New York          | Stati Uniti | Madison Square Garden                        |
| 14 gennaio 2001   | San Juan          | Porto Rico  | Coliseo Roberto Clemente                     |
| 16 gennaio 2001   | Città del Messico | Messico     | Auditorio Nacional                           |
| 17 gennaio 2001   | Città del Messico | Messico     | Auditorio Nacional                           |
| Sud America       |                   |             |                                              |
| 20 gennaio 2001   | Caracas           | Venezuela   | Estadio de la Universidad Central            |
| Nord America      |                   |             |                                              |
| 22 gennaio 2001   | Panama            | Panama      | Estadio Nacional de Panamá                   |
| Asia              |                   |             |                                              |
| 30 gennaio 2001   | Osaka             | Giappone    | Kosei-Nenkin Hall                            |
| 31 gennaio 2001   | Tokyo             | Giappone    | NHK Hall                                     |
| 1º febbraio 2001  | Tokyo             | Giappone    | Shibuya Public Hall                          |

## Cast
- Coriste: Latonya Holumas, Elizabeth Quintones, Diane Gordon e Yvinn Patrick
- Tastiere: Alex Alessandroni, Bryan, JJ, Ezquiel Alara e Raphiel
- Basso: Michael Anderson
- DJ: DJ George
- Percussioni: Teddy Campbell
- Programming: Kay Chann
- Ballerini: Buddy, Jorge Santos, Roman, Nancy, Kayla, Robert Vinson, Joshuah Michael, Robin, Evan, Lisa, Nick Aragon, Jermaine Browne, George Mynett e Steban.